# ヤン・タルノフスキ

紋章

ヤン・アモル・タルノフスキ（ポーランド語:Jan Amor Tarnowski, 1488年 - 1561年5月15日）は、ポーランドの貴族で、1527年より王冠領大ヘトマンを務めた。タルノーポリ（テルノーピリ）の建設者でもある。

## 生涯
名門貴族の生まれで、父のヤン・アモル・タルノフスキは、クラクフ県の知事であった。長じてタルヌフ、ヴィエヴュルカ、ロジュヌフ、プジェヴォルスク、スタレ・ショウォの領主となり、1518年9月1日より聖墳墓騎士団騎士、1527年4月2日よりルーシ県知事、1535年10月10日よりクラクフ県知事、1536年3月15日よりクラクフ城代をそれぞれ務めた。またサンドミェシュ、ストルィイ、ズィダチョフ、ドリナ、サンデチュ、フミェルフ、ルバチュフおよびホロドウォのスタロスタでもあった。
1521年、彼は北アフリカにおけるオスマン・ハプスブルク戦争に参加した。また大改革を経た後のポーランド軍を率いた最初のヘトマンの一人であり、数多くの戦いでポーランド軍に勝利をもたらした。ポーランド王国の大元帥に相当する王冠領大ヘトマンには1527年に就任した。モスクワ・リトアニア戦争の最中、1531年にオベルティンの戦いにおいてモルダヴィア軍を、1535年にはスタロドゥーブ包囲戦においてモスクワ軍を打ち破った功績はその好例である。ただし、これらの勝利はタルノフスキの戦場の現場の力量のみによって得られたものではない。彼の軍事的才能は、国家予算によって賄われる騎馬砲兵、野戦病院、参謀本部、野戦工兵などの導入などの広い面で存分に発揮された。